# Кубоглав
Кубоглав, или обыкновенный кубоглав (лат. Cubiceps gracilis), — вид лучепёрых рыб из семейства номеевых (Nomeidae) отряда скумбриеобразных (Scombriformes). Вид описан в 1843 году британским священником и натуралистом Ричардом Томасом Лоу (Richard Thomas Lowe, 1802—1874).

## Описание
Максимальная зафиксированная длина 107 см. Стандартная длина до 90 см, в европейских морях обычно около 25 см. Тело сигаровидное, тонкое. Чешуя крупная. Голова относительно крупная, рыло тупое. Боковая линия тонкая, идёт параллельно контуру спины. Грудные плавники длинные, намного длиннее головы. В первом спинном плавнике 10-12 гибких колючих лучей. Второй спинной плавник длиннее и ниже. Анальный плавник подобен второму спинному. Окраска коричневая однотонная, брюшная сторона светлее.

## Ареал и биология
Циркум-тропическое распространение. Редкий вид в северо-европейских морях, где встречается только молодь, которая выносится на север течениями. Молодь держится у поверхности воды около медуз, как правило, в открытом море, но иногда выносятся к берегу. Пелагический вид. Крупные особи держатся в подповерхностных слоях. Взрослые особи встречаются на краю континентального шельфа. Одиночно живущие хищные рыбы. Питаются в основном сальпами. Половое созревание происходит при достижении длины 20 см.